# Iazoveț, Tărgoviște
Iazoveț (în bulgară Язовец) este un sat în comuna Antonovo, regiunea Tărgoviște,  Bulgaria. 

## Demografie
Componența etnică a satului Iazoveț
     Turci (44,44%)
     Bulgari (55,55%)
     Nicio identificare (0%)
     Altele (0%)
La recensământul din 2011, populația satului Iazoveț era de 9 locuitori. Din punct de vedere etnic, majoritatea locuitorilor (55,55%) erau bulgari, cu o minoritate de turci (44,44%). Pentru 0% din locuitori nu este cunoscută apartenența etnică.